# 少路駅
少路駅（しょうじえき）は、大阪府豊中市少路にある大阪モノレール本線の駅。駅番号は14。

## 歴史
当初の計画ではこの駅の設置は盛り込まれていなかったが、千里中央から柴原（現・柴原阪大前）までの駅間が長いため誕生した。

### 年表
- 1994年（平成6年）9月30日：大阪モノレール線柴原（現・柴原阪大前） - 千里中央間延伸時に開業[1][2]。
- 2020年（令和2年）10月31日：可動式ホーム柵の使用を開始[3]。

## 駅構造
島式ホーム1面2線を有する高架駅である。
当初の改札口にはモノショップが併設されていたが、2018年6月30日をもって閉店し、2019年11月5日からは宅配便ロッカー「PUDOステーション」が設置されている。
小振りなロータリーを持つが、バスはそこには入らず中央環状線上にあるバス停に発着する。

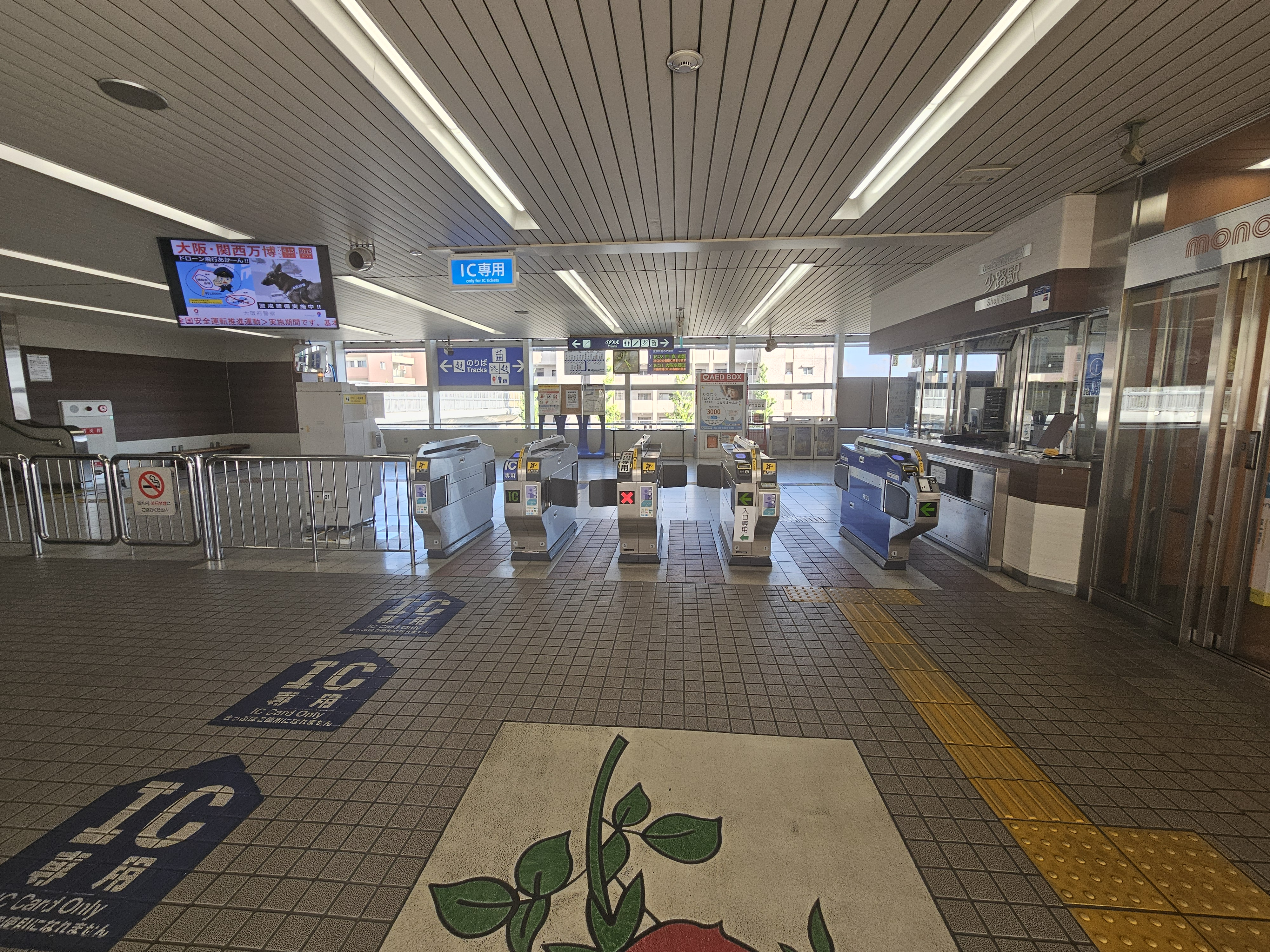
改札口（2025年7月）
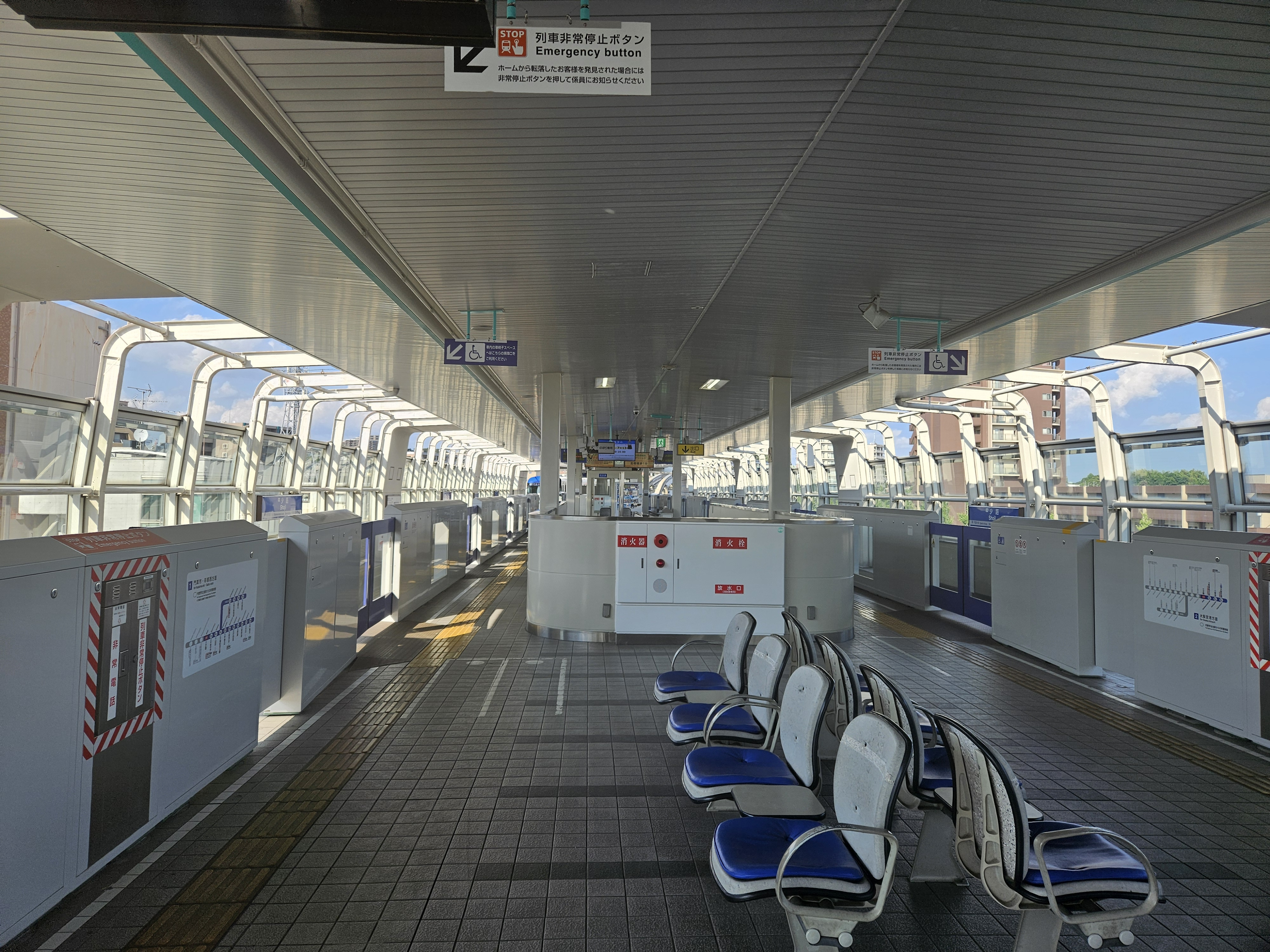
プラットホーム（2025年7月）

### のりば
| ホーム | 路線  | 行先         |
| ------ | ----- | ------------ |
| 1      | ■本線 | 門真市方面   |
| 2      | ■本線 | 大阪空港方面 |

構内の支柱に豊中市の市花である、バラの絵が描かれている。

## 利用状況
2022年（令和4年）次の1日平均の乗降人員は11,769人（乗車人員：5,947人、降車人員：5,822人）である。また、2023年（令和5年）度の1日平均の乗車人員は6,396人で、大阪モノレールの駅全18駅中9位。
開業後の1日平均乗降・乗車人員の推移は下表の通り。
| 年次   | 1日平均 乗降人員 | 1日平均 乗車人員 | 出典   |
| ------ | ---------------- | ---------------- | ------ |
| 1994年 | 771              | 389              | [ 8 ]  |
| 1995年 | 1,958            | 1,018            | [ 9 ]  |
| 1996年 | 2,183            | 1,134            | [ 10 ] |
| 1997年 | 3,511            | 1,794            | [ 11 ] |
| 1998年 | 3,611            | 1,869            | [ 12 ] |
| 1999年 | 3,746            | 1,949            | [ 13 ] |
| 2000年 | 3,924            | 1,999            | [ 14 ] |
| 2001年 | 4,076            | 2,097            | [ 15 ] |
| 2002年 | 4,290            | 2,220            | [ 16 ] |
| 2003年 | 4,826            | 2,461            | [ 17 ] |
| 2004年 | 5,260            | 2,655            | [ 18 ] |
| 2005年 | 6,257            | 3,188            | [ 19 ] |
| 2006年 | 6,988            | 3,575            | [ 20 ] |
| 2007年 | 8,184            | 4,088            | [ 21 ] |
| 2008年 | 8,765            | 4,373            | [ 22 ] |
| 2009年 | 8,878            | 4,448            | [ 23 ] |
| 2010年 | 9,003            | 4,520            | [ 24 ] |
| 2011年 | 9,267            | 4,661            | [ 25 ] |
| 2012年 | 9,668            | 4,871            | [ 26 ] |
| 2013年 | 10,118           | 5,116            | [ 27 ] |
| 2014年 | 10,639           | 5,363            | [ 28 ] |
| 2015年 | 11,364           | 5,752            | [ 29 ] |
| 2016年 | 11,992           | 6,114            | [ 30 ] |
| 2017年 | 12,433           | 6,359            | [ 31 ] |
| 2018年 | 12,747           | 6,536            | [ 32 ] |
| 2019年 | 13,269           | 6,776            | [ 33 ] |
| 2020年 | 10,768           | 5,436            | [ 34 ] |
| 2021年 | 10,784           | 5,437            | [ 35 ] |
| 2022年 | 11,769           | 5,947            | [ 36 ] |

## 駅周辺

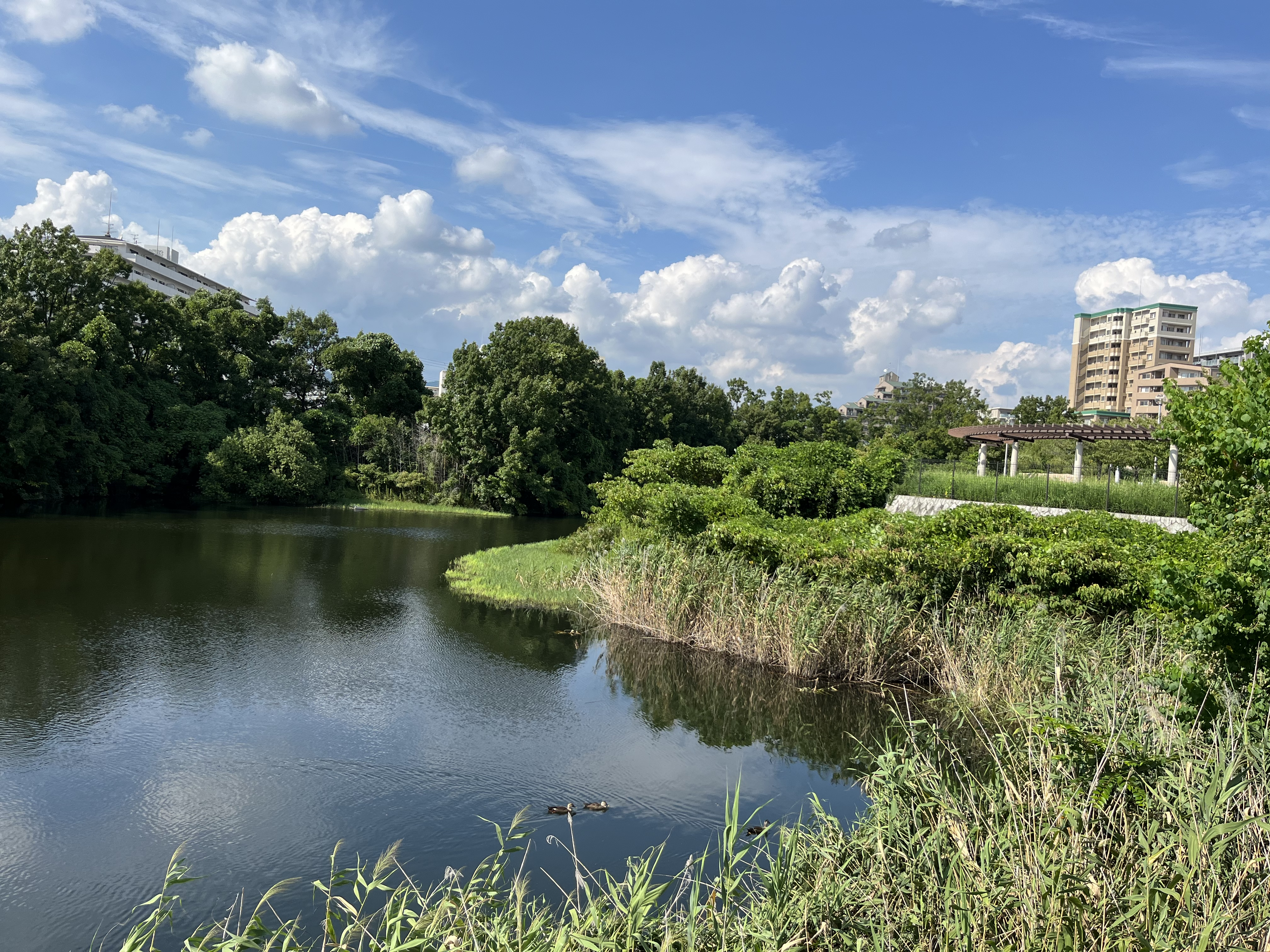
羽鷹池公園 羽鷹下池（2022年8月）

当駅付近は標高が路線中最も高く（豊中市内最高標高地である島熊山の直近を走る）、かつモノレールが高架を走行しているため、大阪平野（大阪都心方面）への眺望は抜群である。
1988年の少路駅計画決定に伴い、土地区画整理事業が1992年から2005年にかけて実施され、駅周辺の住環境が整備された。
- 中国自動車道
- 大阪府道2号大阪中央環状線
- 羽鷹池公園（はたかいけこうえん）
- 阪急オアシス豊中少路店
- ロシア連邦総領事館
- 豊中市立第十一中学校
- 豊中市立少路小学校
- イオンタウン豊中緑丘
- 豊中市医療保健センター
- 豊中敬仁会病院
- 豊中ロマンチック街道（ロマンチック街道） - 当駅西方の少路北交差点から箕面市境までの府道43号豊中亀岡線（新道）
- 業務スーパー 少路店

## バス路線
中国ハイウェイバスの上り急行便が朝のみ停車し、下車のみ可能。
日本交通の鳥取、倉吉、米子からの大阪行高速バス（山陰特急バス）が梅田経由便（鳥取発1日5便）、新大阪経由便（倉吉発1日3便）、梅田止まり（米子発1日5便）のみ停車し、中央環状線沿いのバス停で下車のみ可能。なお、鳥取、倉吉、米子方面行きはバス停が設置されておらず停車しない。

## 隣の駅
大阪モノレール
■本線
柴原阪大前駅 (13) - 少路駅 (14) - 千里中央駅 (15)
（）内は駅番号を示す。